# Agenda (Wisconsin)
Agenda – miasto w Stanach Zjednoczonych, w stanie Wisconsin, w hrabstwie Ashland.